# Паприка (аниме)
«Паприка» (яп. パプリカ Папурика) — японский анимационный фильм в жанре научной фантастики и психологического триллера, снятый по мотивам романа Ясутаки Цуцуи «Паприка», написанного в 1993 году. В нём рассказывается о женщине-психиатре, вовлечённой в проект по созданию устройства, позволяющего входить в чужие сны.
Режиссёром фильма стал Сатоси Кон, за анимацию отвечала студия Madhouse. Распространением занималась Sony Pictures Entertainment. Музыку для фильма писал Сусуму Хирасава, который также сочинил саундтрек к другому фильму Кона — «Актриса тысячелетия».
В 2009 году режиссёр Вольфганг Петерсен планировал киноэкранизацию романа-первоисточника, но проект так и не был осуществлён.

## Сюжет
В недалёком будущем доктором Токитой было изобретено новое средство лечения психических расстройств — «ДС Мини» (англ. DC Mini) (предположительно DC расшифровывается как «Коллектор Снов» (англ. Dream Collector)), позволяющее вторгаться в чужие сны или просто наблюдать за ними (в романе-первоисточнике фигурируют стационарные коллекторы, установленные в оборудованной клинике, а заслуга доктора Токиты в том, что он смог уменьшить такой коллектор до размеров примерно слухового аппарата, в аниме эта часть истории остаётся за кадром).
Глава команды, работающей над устройством, доктор Ацуко Тиба начинает использовать устройство без разрешения для помощи больным вне программы исследований, используя своё «альтер эго» — «Паприку» — восемнадцатилетнюю девушку, обитающую в мире снов. У Паприки рыжие волосы, милое лицо и детская манера поведения. Она является более «игривой» стороной личности Тибы. Кроме того, Паприка разбирается в снах больше, чем другие «исследователи сна».
Однажды неизвестный выкрал из лаборатории три прототипа «ДС Мини», находящихся на последних стадиях разработки. Вскоре сон совершенно сумасшедшего человека был внедрён нескольким людям, вследствие чего они стали сходить с ума. Доктор Тиба и её коллеги своими силами пытаются вернуть эти устройства.
Паприка входит в сон подозреваемого (Химуро, ассистент Токиты), но оказывается, что он тоже является жертвой. Его разум разрушен.
Учёные узнают, что «ДС Мини» украл их начальник, чтобы правительство прекратило разработку из-за преступлений, совершённых сошедшими с ума жертвами. Детектив (один из клиентов Паприки) спасает её от террористов. Затем все сны сливаются и смешиваются с реальностью, но Паприка спасает положение.

## Премьера и выпуск
Первая демонстрация фильма состоялась второго сентября 2006 года на традиционном кинофестивале в Венеции. В России показ осуществлён по телеканалу «2x2».

## Персонажи
Доктор Ацуко Тиба (яп. 千葉敦子博士 Тиба Ацуко-хакасэ) — привлекательная женщина-психиатр, использующая «ДС Мини», чтобы проникать в сны пациентов под видом своего альтер эго, влюблена в Токиту.
Сэйю: Мэгуми Хаясибара
Доктор Косаку Токита (яп. 時田浩作博士 Токита Коːсаку-хакасэ) — инфантильный, но гениальный учёный, страдающий ожирением, изобретатель «ДС Мини», влюблён в Ацуко Тибу.
Сэйю: Тору Фуруя
Доктор Сэйдзиро Инуи (яп. 乾精次郎博士 Инуй Сэйдзироː-хакасэ) — прикованный к инвалидному креслу глава Института психиатрических исследований. Использовал «ДС Мини» для собственных нечестивых целей.
Сэйю: Тору Эмори
Доктор Торатаро Сима (яп. 島寅太郎博士 Сима Торатароː-хакасэ) — добродушный начальник Института психиатрических исследований, школьный друг детектива Конакавы. Имеет очень маленький рост.
Сэйю: Кацуносукэ Хори
Детектив Тосими Конакава (яп. 粉川利美探偵 Конакава Тосими-тантэй) — пациент доктора Тибы (Паприки), страдающий неврозом от навязчивого кошмара, связанного с нераскрытым делом, школьный друг Симы. Испытывает симпатию к Паприке.
Сэйю: Акио Оцука
Доктор Морио Осанай (яп. 小山内守雄 Осанай Морио-хакасэ) — исследователь и коллега доктора Тибы, сообщник Сэйдзиро Инуй. Влюблён в доктора Тибу, пытается силой добиться её любви.
Сэйю: Коити Ямадэра

## Награды
- «Фантаспорту» — награда критиков (2007).
- Фестиваль нового кино в Монреале — выбор публики (2006).
- Кинофестиваль Ньюпорт Бич — лучшая анимационная работа (2007).
- Номинация на «Золотого льва» Венецианского кинофестиваля (2006).

## Саундтрек
1. Parade
2. Baikai no
3. Kairou no Shikaku
4. Circus he Youkoso
5. Kuragari no Ki
6. Nigeru Mono
7. Lounge
8. Kage
9. Shizuku Ippai no Kioku
10. Ou Mono
11. Yoki
12. Parade (instrumental)
13. The Girl in Byakkoya — White Tiger Field (Paprika ending theme)

## Критика
5 место в списке 100 лучших аниме фильмов согласно журналу Paste. Slant Magazine присудил 58 место в списке 100 лучших научно-фантастических фильмов всех времён.